# Intégrale orbitale
En mathématiques, une intégrale orbitale est une transformation intégrale qui généralise l'opérateur de moyenne sphérique aux espaces homogènes. Au lieu d'intégrer sur des sphères, on intègre sur des sphères généralisées : pour un espace homogène X = G/H, une sphère généralisée centrée en un point x0 est une orbite du groupe d'isotropie de x0.

## Définition
Le cas modèle pour les intégrales orbitales est un espace symétrique riemannien G/K, où G est un groupe de Lie muni d'une involution et K est un sous-groupe compact fixé par l'involution. Dans ce cas, les sphères généralisées sont de véritables sphères géodésiques et l'opérateur de moyenne sphérique est défini comme
{\displaystyle M^{r}f(x)=\int _{K}f(gk\cdot y)\,dk,}
où
- le point désigne l'action du groupe G sur l'espace homogène X ;
- g ∈ G est un élément du groupe tel que x =g⋅o ∈ X est un élément arbitraire de la sphère géodésique de rayon r centrée en x, c'est-à-dire que d(x,y) = r ;
- l'intégration se fait par rapport à la mesure de Haar sur K (puisque K est compact, il est unimodulaire et les mesures de Haar à gauche et à droite coïncident ; on les normalise de sorte que la masse de K soit 1).

Des intégrales orbitales de fonctions convenables peuvent également être définies sur des espaces homogènes G/K lorsque le sous-groupe K n'est plus supposé compact mais seulement unimodulaire. Les espaces symétriques lorentziens sont de ce type. Dans ce cas, les intégrales orbitales sont également obtenues en intégrant sur une orbite de K dans G/K par rapport à la mesure Haar de K. Ainsi
{\displaystyle \int _{K}f(gk\cdot y)\,dk}
est l'intégrale orbitale centrée en x sur l'orbite passant par y. Comme ci-dessus, g est un élément du groupe qui représente la classe à gauche X.

## Géométrie intégrale
Un problème central de la géométrie intégrale est de reconstruire une fonction à partir de ses intégrales orbitales. La transformation de Funk (en) et la transformation de Radon en sont deux cas particuliers. Lorsque G/K est un espace symétrique riemannien, le problème est trivial, puisque Mrf(x) est la valeur moyenne de f sur la sphère généralisée de rayon r et que
{\displaystyle f(x)=\lim _{r\to 0^{+}}M^{r}f(x).}
Lorsque K est compact (mais pas nécessairement symétrique), on dispose d'un raccourci analogue. Le problème est plus intéressant lorsque K n'est pas compact. Par exemple, la transformée de Radon est l'intégrale orbitale obtenue en prenant pour G le groupe des isométries de l'espace euclidien et K le groupe d'isotropie d'un hyperplan.
Les intégrales orbitales sont un outil technique important dans la théorie des formes automorphes, dans laquelle elles interviennent pour la formulation de diverses formules de traces (en).